# Gatčinskij rajon
Il Gatčinskij rajon (in russo Гатчинский район?) è un rajon dell'oblast' di Leningrado, nella Russia europea occidentale; il capoluogo è la città di Gatčina.